# Castello di Třebušín
Il castello di Třebušín (in ceco Zámek Třebušín) si trova nell'omonimo comune del Distretto di Litoměřice nella Regione di Ústí nad Labem, Repubblica Ceca. Il castello barocco è stato dichiarato monumento culturale nazionale, è stato edificato nel XII secolo, ricostruito nel 1710 e nuovamente dopo il 1945.

## Storia

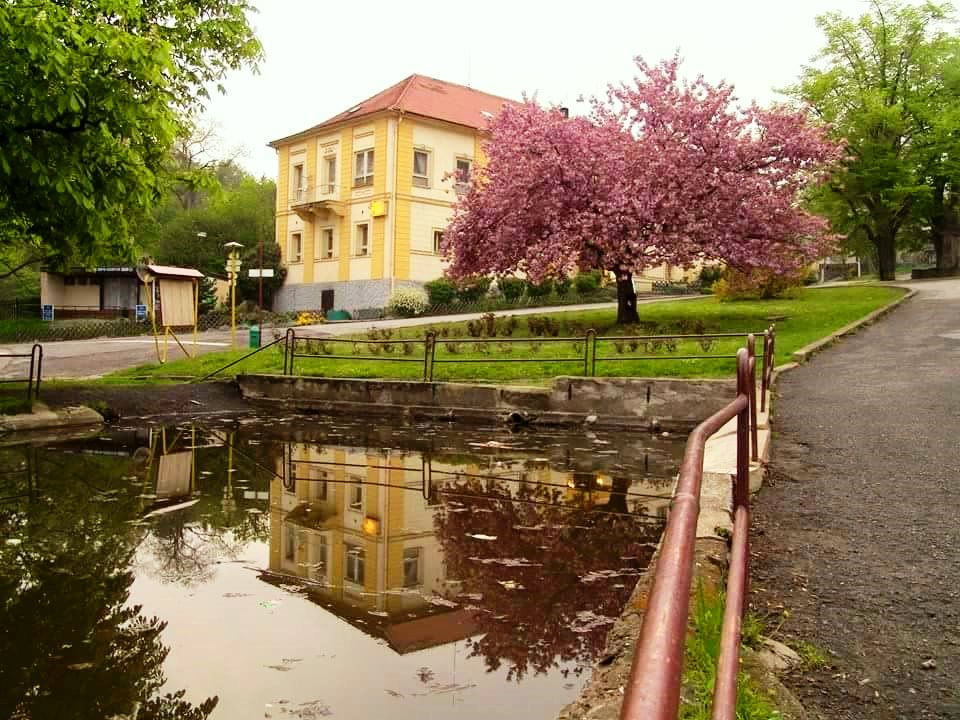
Castello di Třebušín e scorcio del suo parco

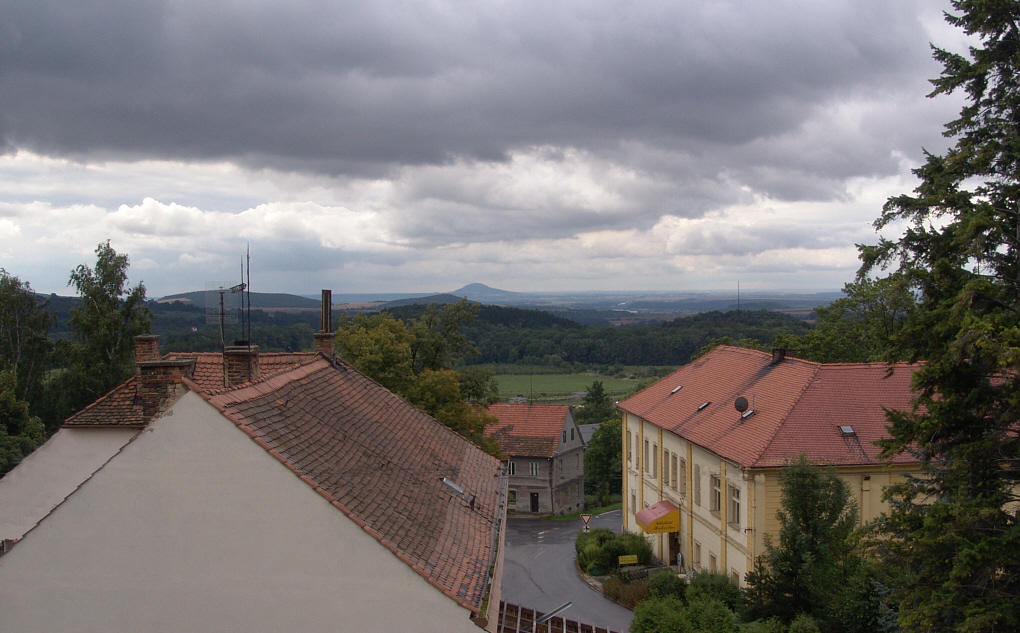
Panoramica del sito del castello

Dai reperti archeologici sul sito si potrebbe desumere che la prima fortezza fosse stata edificata attorno al XII secolo dai Cavalieri Teutonici o forse solo da loro acquisita. Il loro comando in quel periodo si trovava nella vicina Býčkovice. Sembra che durante la campagna primaverile del 1421 Jan Žižka di Trocnov si sia impossessato di questa fortezza e che poi abbia costruito il proprio castello sulla montagna sopra Třebušín. La ricostruzione storica dei primi momenti rimane incerta anche se è noto che durante le guerre hussite l'edificio fu parzialmente o completamente distrutto anche se non è noto a chi appartenesse in quel momento. Nel 1496 risultarono suoi proprietari i membri della famiglia Vartemberk che lo mantennero fino al 1540. Probabilmente nella seconda metà del XVI secolo Oldřich o Tristan Hostak costruirono una piccola struttura rinascimentale vicino al cortile. Nel 1600 il castello divenne proprietà di Jaroslav Osterský che viveva nel castello di Kalich e gli successe il figlio Smil. Il castello venne espropriato dalla corona quando i proprietari si unirono alla ribellione contro la monarchia asburgica. Nel 1630, durante la guerra con la Svezia venne completamente distrutto dalle truppe svedesi. All'inizio del XVIII secolo proprietario divenne il barone František Karel Kressl von Qualten, fondatore della facoltà di giurisprudenza dell'Università Carolina e suo primo rettore. Questi fece ricostruire la struttura. Nel 1802 il conte Franz Karl von Puteani iniziò la ristrutturazione del castello per fargli assumere forme barocche. Alla fine della seconda guerra mondiale il castello venne espropriato dallo Stato e ricostruito mentre i precedenti proprietari tedeschi vennero espulsi. Da quel momento divenne sede per un istituto scolastico sino al 1991. Con la fine dell'Unione Sovietica la proprietà mutò ancora sino ad arrivare ad essere proprietà privata e il castello è divenuto una struttura ricettiva.

## Descrizione
Il castello si trova a Třebušín nella Regione di Ústí nad Labem, Repubblica Ceca. L'edificio è a due piani con pianta angolare e prospetto poligonale in asse con l'ala orientale. Le facciate di entrambe le ali si caratterizzano per le lesene quadrate, per il piano terra bugnato e le finestre con cornici in stucco. Al piano terra dell'ala nord nelle sale si sono conservate le volte a lunetta e a crociera. Il complesso è completato da un parco con piccoli edifici ed è una delle costruzioni storiche più caratteristiche della cittadina.

### Monumento culturale della Repubblica Ceca
La tutela dei monumenti della Repubblica Ceca considera il complesso del castello di Třebušín col suo parco un monumento culturale tutelato col numero di catalogo 1000155023.